# تاکاشی مارویاما
تاکاشی مارویاما (انگلیسی: Takashi Maruyama؛ زادهٔ ۲۸ ژانویهٔ ۱۹۵۳) بازیکن والیبال اهل ژاپن بود.